# Šarišská Trstená
Šarišská Trstená (in ungherese Nádfő) è un comune della Slovacchia facente parte del distretto di Prešov, nella regione omonima.